# Concurrence loyale (film)
Concurrence loyale est un court métrage français réalisé par Jean Luc Herbulot et sorti en 2008.

## Distribution
Le film est distribué dans toutes les salles de l'Alliance française à travers le monde.

## Diffusion
- Canal Plus : saison 2009 - 2010
- Cana Plus Africa : saison 2009 - 2010
- Orange TV : saison 2010 - 2011
- RTI : saison 2009 (Italie)
- EGOIST TV : saison 2010 (Russie)

## Récompenses
- Sélectionné au festival Mouviz 2009
- Sélectionné au festival GENRE 2009

## Distribution
- Thierry Frémont
- Kristof Sagna
- Sagamore Stévenin
- Estelle Vincent
- Benoît Allemane